# シックスフロア博物館
シックスフロア博物館（シックスフロアはくぶつかん The Sixth Floor Museum at Dealey Plaza）は、アメリカ合衆国テキサス州ダラス市の博物館。ダウンタウンのエルム通りとヒューストン通りの交差点にあるディーレイプラザを見渡すことができるダラス郡庁舎 （旧テキサス教科書倉庫）の6階にある。1963年11月22日に リー・ハーヴェイ・オズワルドがケネディ大統領を暗殺したスポットでもある。ジョン・ケネディ大統領の生涯、時代、死、そしてケネディ大統領暗殺事件の実行犯とされるオズワルドの人生、事件にまつわる様々な陰謀説について調査、研究が行なわれている。
当館の展示室では歴史動画、写真、遺品、解説を用いて暗殺事件、事件後の州の調査報告書、遺産を実証している。当館は寄付や入場券売上のみで自活している。場所はダラス郡から借りている。
ダラス郡歴史協会により創立され、1989年2月20日の大統領の日に開館した。
博物館のウェブカメラは6階の狙撃台からの眺めとなっている。しかしこれは暗殺事件を賛美する意味ではない。
1999年12月、ザプルーダー家はザプルーダー・フィルムの著作権および1963年11月22日に原版から直接作成されたものを含む複製映像を当館に寄贈した。以降ザプルーダー家はこの映像の権利は一切所持せず、博物館が全ての権利を所有している。ただし原版はアメリカ国立公文書記録管理局が所有している。
2007年2月19日、ジョージ・ジェフリーズと義理の息子から未公開のケネディ大統領のパレードの8ミリ映画フィルムが寄贈され、初めて一般公開された。40秒のこの映像はカラーのサイレントで暗殺前のパレードの様子と翌日のディーリー・プラザの様子が収められていた。ケネディがディーリー・プラザに入る2分前のジャクリーン・ケネディの笑顔、スーツ姿のケネディの後ろ姿が映っている。

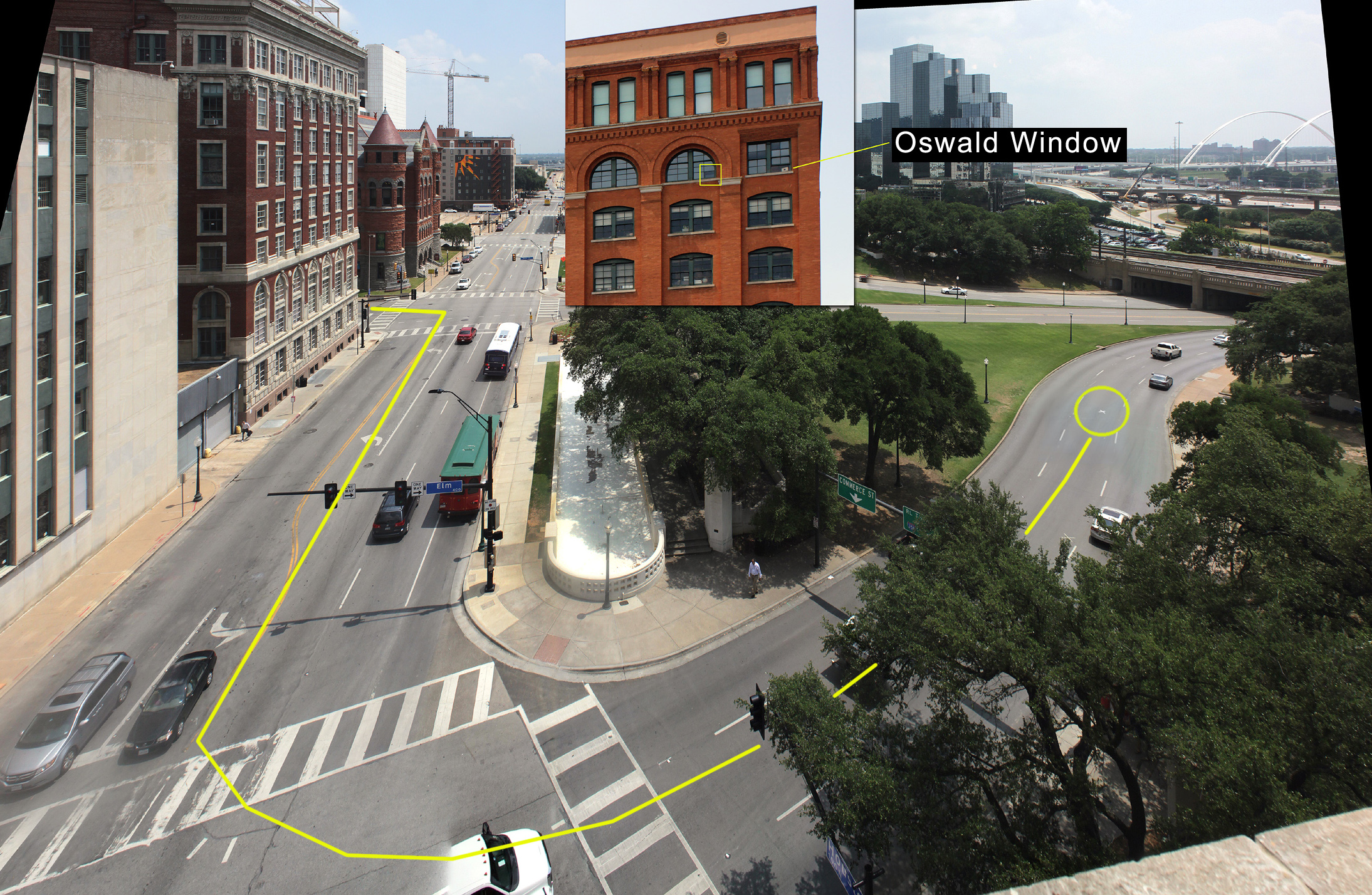
狙撃場所の隣の窓からの眺め。路上の黄色の線はケネディのパレードのルート。路上の白いx印がケネディが撃たれた場所である。